# Kris Herteleer

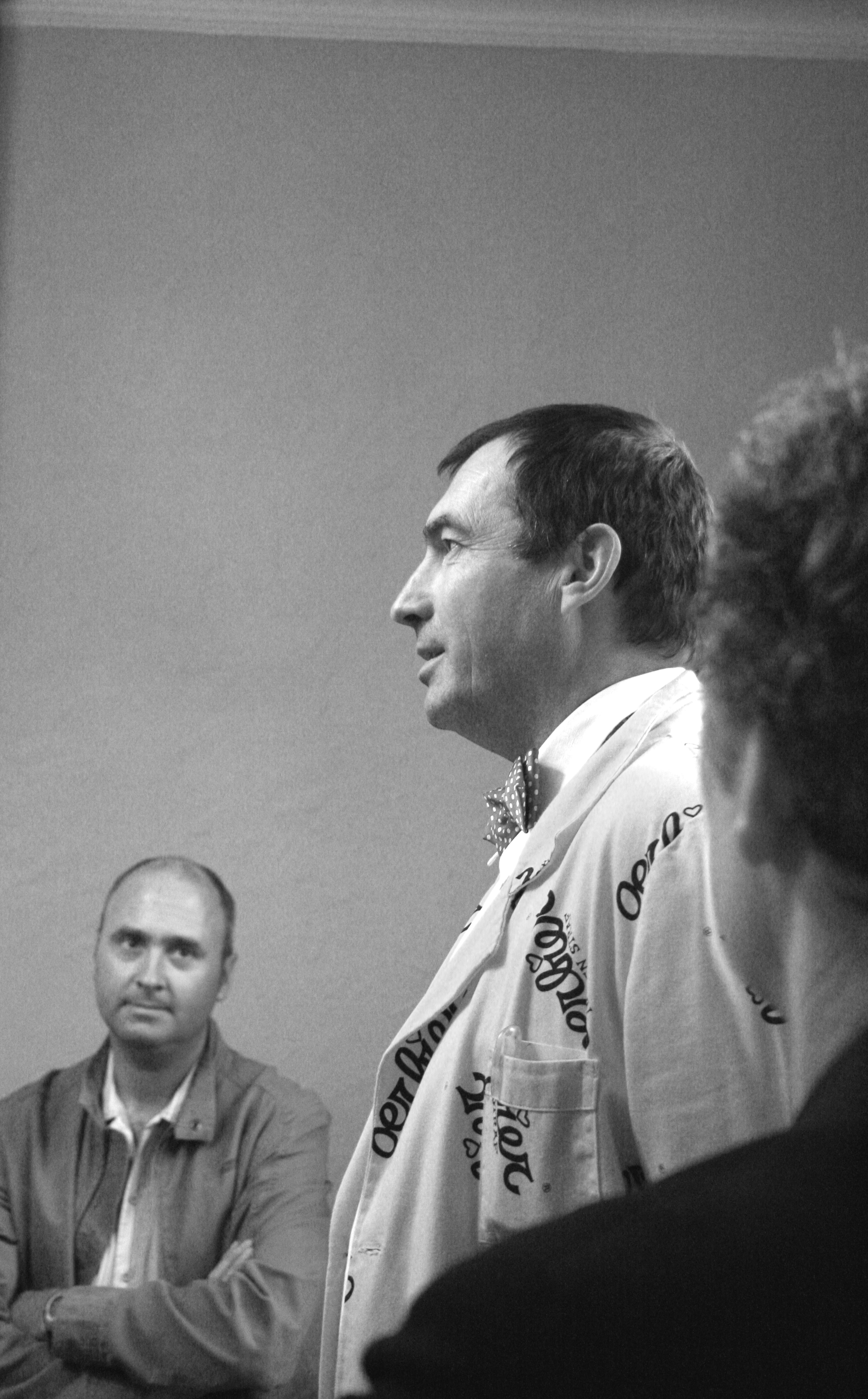
Kris Herteleer is brouwer, architect en kunstenaar. Hij waagde zich samen met zijn broer Jo en Romeo Bostoen aan eigen biervarianten. Eind 1980 kochten ze een brouwerij in Esen.

Kristiaan Marie Boniface Herteleer (Roeselare 14 mei 1955) is een Belgisch bierbrouwer, architect en grafisch kunstenaar.

## Levensloop
Kris Herteleer is het derde van de vier kinderen van de Gentenaar André Herteleer (1915-1963), leraar aan de Vrije Middelbare School in Roeselare en van de onderwijzeres Germana Passyn (1917-2021). Herteleer trouwde in 1996 met Els de Mûelenaere (°Roeselare, 1965). Ze hebben drie zoons.

### School
Herteleer volbracht zijn middelbareschoolopleiding aan het Collège Saint-Henri in Komen. Hij vervolgde met een voorbereidend jaar wiskunde aan Katho in Kortrijk en met een architectuuropleiding aan het Stedelijk instituut voor architectuur en stedenbouw in Gent. In 1978 behaalde hij zijn diploma en vervolgde met een jaar in het postuniversitair Europacollege, Centrum voor monumentenzorg en conservatie dat na 1980 overgebracht werd naar de Katholieke Universiteit Leuven en thans Centrum Raymond Lemaire heet. Herteleer liep zijn legerdienst bij de Zeemacht in Brugge en Oostende. Ondertussen volgde hij les aan de kunstacademie in Roeselare, richting beeldhouwen bij Pierre Goetinck. Hij volgde een cursus schilderen, vooral met waterverf aan de academie van Tielt bij Christine Comyn en Paul De Doncker en werd lid van de kunstenaarsvereniging 't Paletje in Roeselare.

### Loopbaan
Na zijn legerdienst begon Herteleer aan een drievoudige loopbaan. Allereerst vestigde hij zich in Roeselare als architect. Hij ontwierp privéwoningen, winkels en café-restaurants in Gent, Hoeilaart, Reningelst en Jette tot 1985. Daarnaast schetste en tekende hij als zelfstandig kunstenaar. Een eerste publicatie was Brugge in kanttekeningen uitgegeven door Lannoo, Tielt. Hij tekende verwaarloosde gebouwen van het negentiende-eeuwse Sint-Janshospitaal in Brugge. Zijn voorstelling van hoe het er na restauratie kon uitzien, hielp de discussie over het bewaren of slopen van de gebouwen. Af en toe exposeert hij zoals in juli–augustus 2010 in de 'Comptoir des Arts' in Brugge.

## Ambachtelijk bier
Het derde beroep, dat het belangrijkste zou worden, was dat van brouwer. Nadat hij drie jaar oefende om ambachtelijk kleine hoeveelheden bier van hoge gisting te brouwen, waagde hij zich met zijn broer, de arts Jo en zijn vriend Romeo Bostoen aan het industrieel produceren van een door hen ontworpen bier. Eind 1980 kochten ze een leegstaande brouwerij in Esen bij Diksmuide en op 11 november 1980 werd in de ambachtelijk-industriële brouwketels een eerste succesvol brouwsel klaargemaakt.

### Historiek
Ze richtten een vennootschap op onder de naam De Dolle Brouwers. De naam bleef toen Kris als enige 'dolle brouwer' overbleef. Het eerste bier kreeg de naam 'Oerbier': een bruin met 9 graden alcohol. Daarnaast produceert de brouwerij het blonde Arabier, het paasbier Boskeun, het kerstbier Stille Nacht, Lichtervelds blond en de Dulle Teve, een bitter tripelbier. Al deze bieren worden gebrouwen met een mengsel van streekeigen mout en met Poperingse hop en ze zijn niet-gefilterd, niet-gepasteuriseerd en met nagisting op fles. De bieren die de Dolle Brouwers produceren hebben een reputatie in België en tot in de Verenigde Staten. De jaarlijkse productie bedraagt 40 à 50 brouwsels of 300.000 flesjes per jaar. De flesjes zijn opmerkelijk door de artistieke etiketten die Herteleer ontwierp.

### Erfgoed
Dankzij pioniers zoals Herteleer wordt het ambachtelijk brouwen van streekbieren van hoge gisting nog beoefend en gewaardeerd. Multinationale brouwerijen die industriële, gepasteuriseerde bieren produceren verliezen die kunst door de concurrentie.

### Erkenning
In 2000 kreeg Kris Herteleer de trofee Het Gulden Hamerken, van de vereniging 't Hamerken in Brugge, voor zijn bijdrage tot de bevordering van het ambachtelijke en streekeigen bier. Hij kreeg de prijs voor zijn inventarisatie en archivering van gegevens over oude brouwerijen in West-Vlaanderen. Hij maakte drie licht-en-geluidsmontages met de geschiedenis van:
- de brouwerij van Esen
- de Brugse brouwerijen
- de brouwerijen van 'Bachten de Kuupe'.

De drie montages gingen later bij een brand verloren. Een aantal niet gemonteerde dia's bleef gespaard.